# Walter Küchenmeister

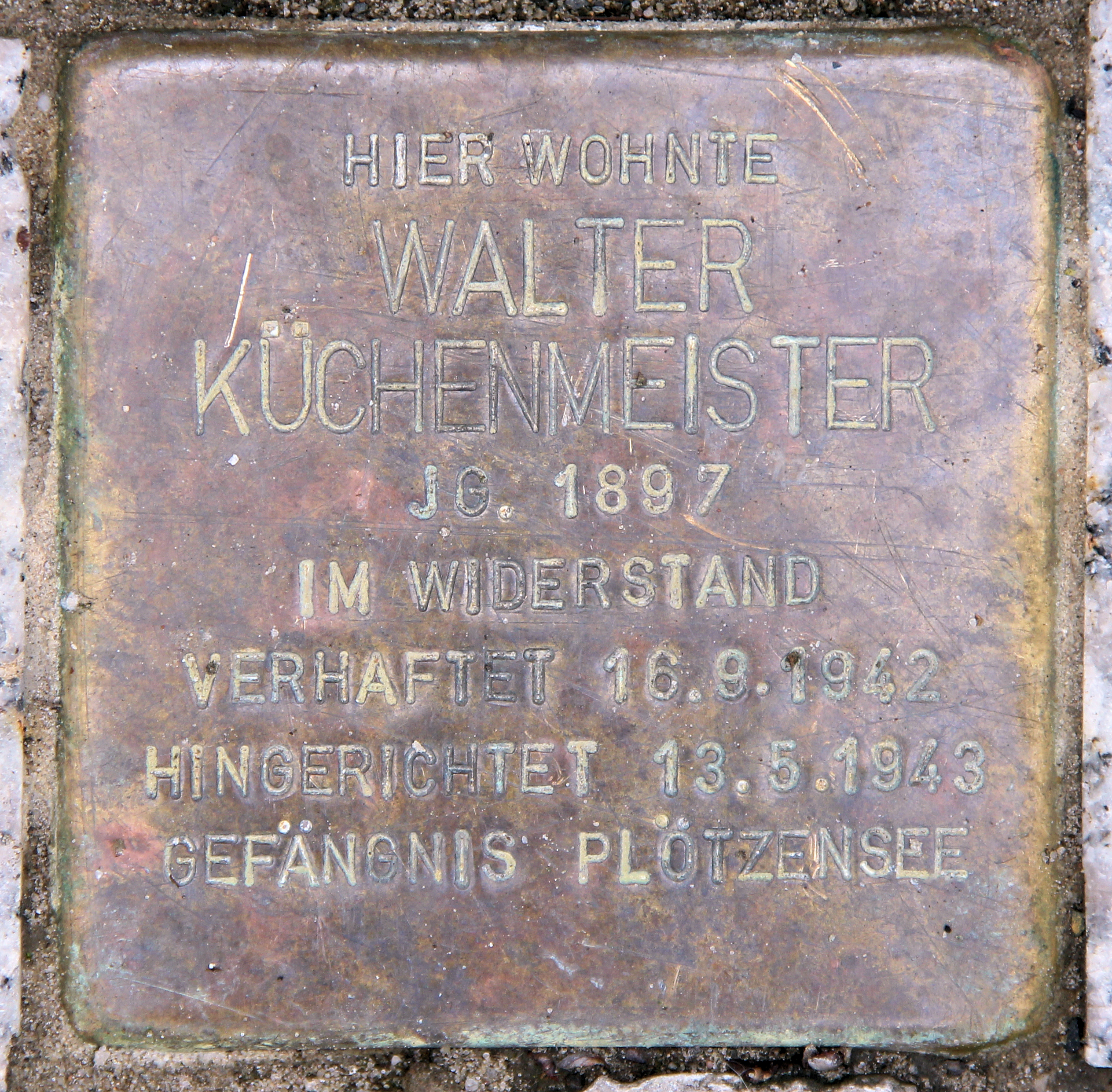
Stolperstein vor dem Haus, Sächsische Straße 63a, in Berlin-Wilmersdorf

Walter Küchenmeister (* 9. Januar 1897 in Waldheim; † 13. Mai 1943 in Berlin-Plötzensee) war von Beruf Eisendreher, Journalist, Redakteur und Schriftsteller. Er war ein Widerstandskämpfer (in der Gruppe um Harro Schulze-Boysen) im Dritten Reich.

## Leben
Schon während seiner Ausbildung als Dreher war Walter Küchenmeister politisch in der Gewerkschaft aktiv. Ab dem Jahr 1917 war er Matrose bei der Kaiserlichen Marine und später als Mitglied des Matrosenrates auf der Prinzregent Luitpold am Kieler Matrosenaufstand beteiligt. Im November 1918 trat er zunächst der SPD, 1920 der KPD bei. Ab 1921 arbeitete er als Redakteur bei verschiedenen Zeitungen der KPD in Westfalen. Nach seinem Ausschluss aus der KPD im Jahr 1926 war er als freier Schriftsteller tätig.
Walter Küchenmeister heiratete im Jahr 1926 in Ahlen Anna Auguste Lasnowski und verzog 1928 mit ihr und dem gemeinsamen Sohn Rainer nach Berlin, wo ihr zweiter Sohn Claus kurze Zeit darauf geboren wurde. In den Jahren 1933 und 1934 war Walter Küchenmeister zeitweise im KZ Sonnenburg inhaftiert. Er arbeitete ab dem Jahr 1935 zusammen mit Werner Dissel an der Widerstandszeitung Wille zum Reich mit. Im selben Jahr lernte er Harro Schulze-Boysen und den Bildhauer Kurt Schumacher kennen und schloss sich ihrer Widerstandsgruppe an. Er beteiligte sich an der Herstellung von Flugblättern und der politischen Schulung von Studenten. Wegen einer Tuberkuloseerkrankung hielt er sich in den Jahren 1939 und 1940 zur Kur im Sanatorium in Leysin in der Schweiz auf und suchte über Wolfgang Langhoff Kontakt zu KPD-Funktionären. Ab Ostern 1939 entstand dadurch ein regelmäßiger Informationsaustausch mit der KPD-Abschnittsleitung mit Bruno Goldhammer und Fritz Sperling, deren Leiter zu dieser Zeit Hans Teubner war.
Nach seiner Rückkehr war er wieder im Widerstand tätig. Er wurde am 16. September 1942 verhaftet, am 6. Februar 1943 wegen Vorbereitung zum Hochverrat zum Tode verurteilt und am 13. Mai desselben Jahres in Berlin-Plötzensee mittels Fallbeil enthauptet.

## Würdigungen
- Ein Gemälde von Carl Baumann hat in einem Atelier der Akademie der Künste, in dem sich sein Widerstandskreis häufig getroffen hatte, Krieg und Terror überstanden: Rote Kapelle Berlin (1941) Tempera auf Nessel, 79 × 99 cm im Westfälischen Landesmuseum KuK Münster[1]
- 1975 wurde in Oranienburg eine Straße zu Ehren von Walter Küchenmeister benannt. Diese Straßenumbenennung wurde 1997 wieder rückgängig gemacht. Die Straße trägt nun wieder den Namen Krebststraße nach dem Oranienburger Ehrenbürger Emil Krebst (1847–1935).
- Vor seinem letzten Wohnhaus im Sächsischen Palais (Sächsische Straße 63a) in Berlin-Wilmersdorf wurde am 13. Oktober 2010 von Schülern der Robert-Jungk-Oberschule ein Stolperstein verlegt.